# Geleiidae
Famille
Les Geleiidae sont une famille de Ciliés de la classe des Karyorelictea et de l’ordre des Protoheterotrichida.

## Étymologie
Le nom de la famille vient du genre type Geleia, qui est un patronyme taxonomique donné en l'honneur du protistologue hongrois József von Gelei (d) (1885-1952).

## Description

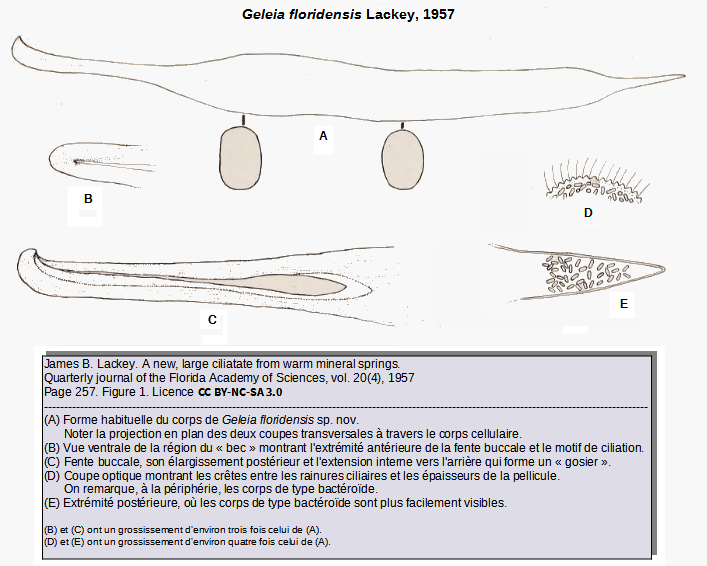
Geleia floridensis.

Les espèces du genre Geleia sont des infusoires allongées et fortement contractiles des fonds sablonneux ; la bouche est une longue fosse peu profonde et étroite située près de l'extrémité antérieure le long de la crête ventrale droite, mais quelque peu déplacée vers le bord gauche. Un champ de cils denses à plusieurs rangées s'étend le long du bord gauche et un champ de cils de une ou deux rangées s'étend le long du bord droit (Fig. 2).
L'appareil nucléaire se compose généralement des deux vésicules nucléaires du macronoyau, qui contiennent plusieurs corps internes dissemblables, et d'un grand micronoyau. L'ensemble de l'appareil nucléaire se trouve dans une zone de plasma densément granulé. Sur le côté large gauche, en particulier le long de la bouche et près de l'extrémité avant, il y a des poils tactiles hauts et délicats entre les cils. L'ectoplasme est densément recouvert de fins granules de protrichocyste, qui sont éjectés avec une forte coloration bleue lorsque l'acide méthylvertacétique est ajouté et apparaissent parfois sous forme d'aiguilles et de fils (Fig. 6)

## Habitat
Les espèces du genre Geleia sont des infusoires de fonds sablonneux.

## Liste des genres
Selon GBIF (14 avril 2023) :
- Corlisia Dragesco, 1954
- Corlissia Dragesco, 1954
- Geleia (en) (Kahl, 1933) Foissner, 1998
- Gellertia Dragesco, 1999

## Systématique
Le nom valide de ce taxon est Geleiidae Kahl, 1933.